# XXXe siècle
Le XXXe siècle (ou 30e siècle) de l'ère commune commencera le 1er janvier 2901 et se terminera le 31 décembre 3000.
Il s'étendra entre les jours juliens 2 780 628,5 et 2 817 152,5,.

## Calendrier

### Types d'années
| Décennies | … 0 | … 1 | … 2 | … 3 | … 4 | … 5 | … 6 | … 7 | … 8 | … 9 |
| --------- | --- | --- | --- | --- | --- | --- | --- | --- | --- | --- |
| 290 …     | C   | B   | A   | G   | FE  | D   | C   | B   | AG  | F   |
| 291 …     | E   | D   | CB  | A   | G   | F   | ED  | C   | B   | A   |
| 292 …     | GF  | E   | D   | C   | BA  | G   | F   | E   | DC  | B   |
| 293 …     | A   | G   | FE  | D   | C   | B   | AG  | F   | E   | D   |
| 294 …     | CB  | A   | G   | F   | ED  | C   | B   | A   | GF  | E   |
| 295 …     | D   | C   | BA  | G   | F   | E   | DC  | B   | A   | G   |
| 296 …     | FE  | D   | C   | B   | AG  | F   | E   | D   | CB  | A   |
| 297 …     | G   | F   | ED  | C   | B   | A   | GF  | E   | D   | C   |
| 298 …     | BA  | G   | F   | E   | DC  | B   | A   | G   | FE  | D   |
| 299 …     | C   | B   | AG  | F   | E   | D   | CB  | A   | G   | F   |

## Évènements astronomiques prévus auXXXesiècle

### Éclipses
Au cours du XXXe siècle, il y aura :
- 249 éclipses de Lune dont 63 totales[3]. La plus longue éclipse lunaire totale aura lieu le 22 août 2966 (1 h 45 min 57 s) et la plus courte le 8 juin 2905 (6 min 28 s)[3].
- 248 éclipses solaires dont 64 totales sont également prévues[4]. La plus longue éclipse solaire totale et la plus courte se dérouleront respectivement le 16 juillet 2903 (7 min 04 s) et le 28 août 2994 (1 min 31 s)[4].

### Liste des longues éclipses totales de Soleil
- 16 juillet 2903 : éclipse totale de Soleil[5] (7 min 4 s), du saros 170.
- 26 juillet 2921 : éclipse totale de Soleil[6] (6 min 50 s), du saros 170.
- 6 aout 2939 : éclipse totale de Soleil[7] (6 min 33 s), du saros 170.
- 16 aout 2957 : éclipse totale de Soleil[8] (6 min 13 s), du saros 170.
- 28 aout 2975 : éclipse totale de Soleil[9] (5 min 53 s), du saros 170.
- 7 septembre 2993 : éclipse totale de Soleil[10] (5 min 33 s), du saros 170.

### Autres phénomènes
- 16 juin 2976 : transit de Vénus (premier contact à 17 h 45 UTC, deuxième contact à 18 h 19 UTC, maximum à 19 h 44 UTC, troisième contact à 21 h 10 UTC, quatrième contact à 21 h 44 UTC)[11].
- 14 juin 2984 : transit de Vénus (premier contact à 9 h 1 UTC, maximum à 12 h 49 UTC, deuxième contact à 9 h 16 UTC, troisième contact à 16 h 22 UTC, quatrième contact à 16 h 37 UTC)[11].

## Autres prédictions

### Super-cycle Kull-i Šayʾ
- 20 mars 2927 : fin du troisième super-cycle Kull-i Šayʾde 361 années (19 × 19 ans), du calendrier badi, qui aura commencé le 21 mars 2566[2].
- 21 mars 2927 : début du quatrième super-cycle Kull-i Šayʾ de ce calendrier, qui finira le 20 mars 3288[2].

## Liens avec la science-fiction

### Littérature
Roman Le Drame de l'an 3000, paru en 1947, qui se passe au XXXe siècle finissant, en l'an 3000.

### Télévision
Série télévisée d'animation Futurama, qui se déroule du 31 décembre 2999 jusqu'à l'an 3012, donc plus encore au XXXIe siècle.

### Film
Les Exterminateurs de l'an 3000 se passe lors de l'année 3000, soit la dernière de ce siècle.

### Jeux vidéo
- Star Citizen,
- Space Station Silicon Valley,
- et Top Gear 3000.

Ils se déroulent au XXXe siècle, en 2962 pour ce dernier le troisième, à sa fin en l'an 3000 pour le précédent et deuxième.